# Милан Вапа
Милан Вапа (Смедеревска Паланка, 27. април 1875 – Београд, 7. април 1939) био је српски фабрикант, добротвор, власник некадашње фабрике хартије која се налазила у Булевару војводе Мишића 10.

## Биографија
Презиме Вапа потиче од назива села у Шумадији где је рођен отац Никола. Основну школу и гимназију завршио је у Чачку. Рано је остао без родитеља и у својој петнаестој години, 1889. долази у Београд. Почео је да ради као шегрт у књиговезници Пере Павловића на Варош-капији 1892, а у годинама које следе радио је у Караматиној штампарији у Земуну и Енгелхартовој књиговезници у Београду.
Године 1894. одлази у Будимпешту и добија посао у фабрици за израду трговачких књига Адолфа Сингера где остаје три године. У Београд се вратио 1899. и ступио на рад у Државну штампарију где је 1902. постао шеф коричарског одељења. Као новину у раду увео је технику прошивања уџбеника концем а са Миленком Марковићем, тадашњим управником Државне штамапарије, израдио је дечју таблицу за писање и рачунање. Ова таблица је добила награде у Лондону, Лијежу и Бриселу и била прихваћена у основним школама Србије. Милан Вапа био је добротвор Савеза добровољаца Краљевине Србије, донатор Српског трговачког дома и члан Индустријске коморе.
Умро је у Београду 1939. године.

## Фабрика хартије
Српску фабрику за прераду хартије основао је 1905. са Миленком Марковићем и Глишом Андрејевићем. Била је смештена у старој трошној згради преко пута кафане Пролеће. 1907. се разишао са ортацима, исплатио их и постао једини власник.
Зграду на Косанчићевом венцу саградио је 1910. године и до почетка Првог светског рата у фабрици је било запослено око 100 радника. Приликом аустро-угарског бомбардовања зграда је оштећена па је Вапа на име немачких репарација добио знатну одштету. За потребе смештаја Народне библиотеке ова зграда је откупљена од власника 1921. године. После радова на адаптацији, верује се по пројекту Бранка Таназевића, 1925. године Народна библиотека је усељена у реновирану зграду. У бомбардовању априла 1941. године потпуно је уништена.
Новцем од одштете из Првог светског рата и кредитом добијеним од Француско-Српске банке у којој је био први клијент, Милан Вапа је купио земљиште код железничке станице на Сењаку, данас Булевар војводе Мишића 10. Изградња нове фабрике на 3600 квадратних метара са сопственом електричном централом и водоводом трајала је од 1921. до марта 1924. године. Године 1937. фабрика је прерасла у акционарско друштво. Престала је да ради почетком Другог светског рата.